# Cornelis van der Hoeven

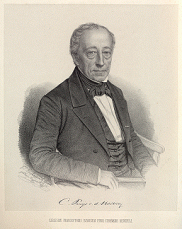
Cornelis Pruijs van der Hoeven.

Cornelis Pruys van der Hoeven, född 13 augusti 1792 i Rotterdam, död 5 december 1871, var en nederländsk läkare och naturforskare. Han var bror till Jan van der Hoeven.
Hoeven blev 1824 professor i medicin i Leiden och vann anseende genom förträffliga arbeten i patologi och medicinens historia, Initia disciplinæ pathologicæ (1834), De arte medica (två band, 1840), De historia medicinæ (1842), De historia morborum (1846), Examen anthropologique (1851) och Études de la vie humaine (1857).